# Swammerdamella stenotis
Swammerdamella stenotis är en tvåvingeart som beskrevs av Cook 1971. Swammerdamella stenotis ingår i släktet Swammerdamella och familjen dyngmyggor. Inga underarter finns listade i Catalogue of Life.